# Deutscher Krebsforschungskongress
Der Deutsche Krebsforschungskongress (DKFK) fand erstmals am 4. und 5. Februar 2019 am Deutschen Krebsforschungszentrum (DKFZ) in Heidelberg statt. An der Fachtagung, die am Weltkrebstag eröffnet wurde, nahmen etwa 500 Wissenschaftler teil.

## Erster Kongress 2019

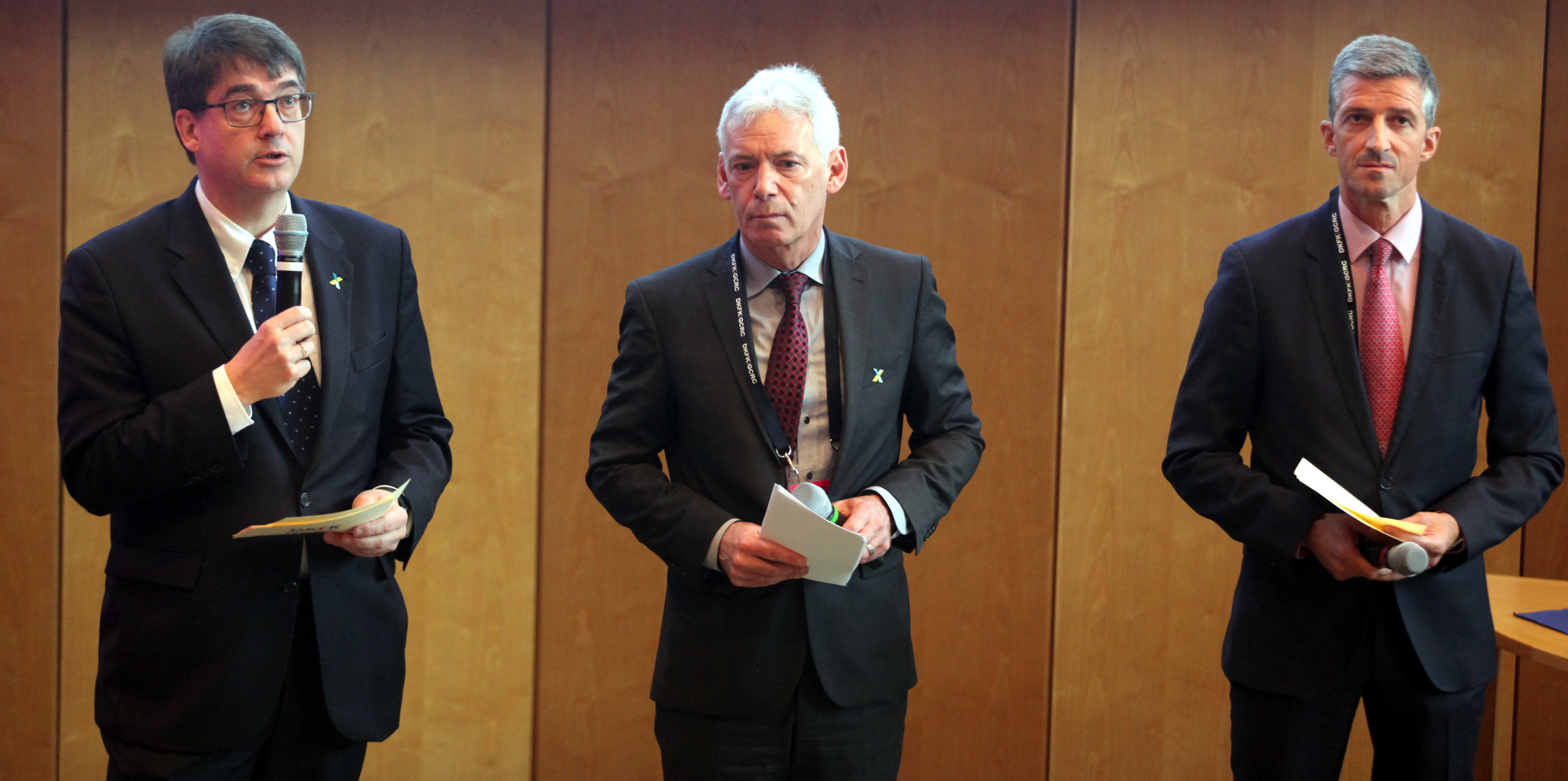
Michael Baumann, Gerd Nettekoven (Vorstandsvorsitzender der Deutschen Krebshilfe) und Frederik Wenz (Vorstandsmitglied der Deutschen Krebsgesellschaft) bei der Eröffnung der Veranstaltung

Die Deutsche Krebsgesellschaft, die Stiftung Deutsche Krebshilfe und das DKFZ richteten die Veranstaltung als erste gemeinsame Maßnahme der „Nationalen Dekade gegen Krebs“ aus.
Der Krebsforschungskongress wurde von Anja Karliczek, der Bundesministerin für Bildung und Forschung, eröffnet. Sie verwies unter anderem auf das Ziel, das die Nationale  Dekade gegen Krebs hat: dass Forscher, Ärzte, Patienten und alle weiteren Partner die Kräfte bündeln sollen, „um Krebs besser zu verstehen, um Krebs zu verhindern, um Krebs zu heilen“.
Theresia Bauer, Wissenschaftsministerin des Landes Baden-Württemberg, warnte in ihren Grußworten vor  „vollmundigen Ankündigungen“, was den Kampf gegen Krebs betrifft. Damit kritisierte sie eine Aussage des Bundesgesundheitsministers Jens Spahn, der wenige Tage zuvor sagte, dass  „Krebs in 10 bis 20 Jahren besiegt werden kann“.
Michael Baumann, Vorstandsvorsitzender und wissenschaftlicher Vorstand des DKFZ, warnte vor einer erheblichen Zunahme der Krebserkrankungen in Deutschland und sprach bei aktuell 500 000 Neuerkrankungen pro Jahr in der Bundesrepublik von einem „Tsunami“.
Fachvorträge wurden unter anderem von Florian Greten, Uwe Haberkorn, Peter Lichter, Uğur Şahin, Rita Schmutzler und Lars Zender gehalten.

## Zweiter Kongress 2021
Der 2. Deutsche Krebsforschungskongress fand am 18. und 19. Oktober 2021 am DKFZ in Heidelberg statt. Im Rahmen der Veranstaltung wurde auch erstmalig der Deutsche Preis für Krebspräventionsforschung, gestiftet von der Manfred Lautenschläger-Stiftung verliehen.

## Dritter Kongress 2023
Der 3. Deutsche Krebsforschungskongress fand vom 30. Oktober bis 1. November 2023 am DKFZ in Heidelberg statt. 

## Die Zielsetzung
Die hohe Zahl der Fachteilnehmer am ersten derartigen Krebsforschungskongress ist nach Ansicht der Ausrichter Anlass, eine solche wissenschaftliche Tagung mit internationaler Beteiligung alle zwei Jahre zu planen. Dies könne zu einer verstärkten Krebsforschung beitragen, „um die Versorgung krebskranker Menschen weiter zu verbessern sowie wirksamere Möglichkeiten der Krebsprävention für die gesamte Bevölkerung zu finden“, erklärte Krebshilfe-Vorstandsvorsitzender Gerd Nettekoven auf der Tagung.
Die Krebsforschung sei das wichtigste Instrument um die Krebsmedizin voranzubringen. Die Förderung der Krebsforschung sei  daher auch seit vielen Jahren ein Kernanliegen der Stiftung Deutsche Krebshilfe im Kampf gegen diese Volkskrankheit.

## Belege
1. 1 2  dpa-infocom GmbH: Krebsforschungszentrum: «Tsunami» an Krebserkrankungen. In: welt.de. 4. Februar 2019, abgerufen am 7. Februar 2019.
2. ↑  PZ, dpa: Krebs: DKFZ geht von deutlich mehr Neuerkrankungen aus. In: pharmazeutische-zeitung.de. Abgerufen am 7. Februar 2019.
3. ↑  dpa, afp: Spahn will "Krebs beherrschen". In: sueddeutsche.de. 4. Februar 2019, abgerufen am 7. Februar 2019.
4. ↑  Tagungsprogramm 2019 (Memento des Originals vom 9. Februar 2019 im Internet Archive)  Info: Der Archivlink wurde automatisch eingesetzt und noch nicht geprüft. Bitte prüfe Original- und Archivlink gemäß Anleitung und entferne dann diesen Hinweis.
5. ↑  Deutscher Preis für Krebspräventionsforschung erstmals verliehen. Abgerufen am 27. Oktober 2023.
6. ↑  https://www.dkfz.de/de/presse/pressemitteilungen/2019/dkfz-pm-19-07-Deutsche-Krebsforschung-buendelt-Kraefte.php, abgerufen am 21. März 2020
7. ↑  https://www.dkfz.de/de/presse/pressemitteilungen/2018/dkfz-pm-18-70-Save-the-Date-erster-Deutscher-Krebsforschungskongress.php, abgerufen am 22. März 2020